# 織田信恭
織田 信恭（おだ のぶやす）は、江戸時代後期の高家旗本。通称は主膳。官位は従四位下・侍従、大蔵大輔。

## 略歴
高家旗本・織田信順の子として誕生した。
文政11年（1828年）11月4日、部屋住で高家見習に召し出される。後に高家職に就く。同年12月27日、家督を相続する。文政12年（1829年）2月7日、従五位下・侍従・大蔵大輔に叙任する。後に従四位下に昇進する。
安政2年（1855年）5月7日死去。子の信任が家督を継いだ。

## 系譜
- 父：織田信順
- 母：不詳
- 正室：牧野貞喜娘
- 生母不明の子女
  - 男子：織田信任
  - 男子：織田主膳 - 出家して西浅草の宗恩寺 (台東区)の住職となったが、慶応4年（1868年）の彰義隊結成を聞き、還俗して参加した。上野戦争後は奥羽、箱館まで官軍と抗戦した。